# Cuango
Cuango – miasto w Angoli, w prowincji Lunda Północna.